# Daria Samokhina
Daria Sergueïevna Samokhina (russe : Дарья Сергеевна Самохина, née le 12 août 1992 à Togliatti, est une handballeuse internationale russe évoluant au poste d'ailière gauche.

## Palmarès

### Sélection nationale
championnat du monde
- 5e du championnat du monde 2017

championnats d'Europe
- finaliste du championnat d'Europe 2018

### Club
compétitions internationales
- vainqueur de la coupe de l'EHF en 2014 (avec HC Lada Togliatti)
- finaliste de la Coupe des vainqueurs de coupe en 2016 (avec HC Lada Togliatti)

compétitions nationales